# Friona striolata
Friona striolata là một loài tò vò trong họ Ichneumonidae.